# Секвоя (пам'ятка природи)
Секво́я — ботанічна пам'ятка природи місцевого значення в Україні. Об'єкт природно-заповідного фонду Закарпатської області. 
Розташована в межах Рахівського району Закарпатської області, на північний схід від села Луг. 
Площа 0,5 га. Статус надано згідно з рішенням облради від 18.11.1969 року № 414, ріш. ОВК від 23.10.1984 року № 253. Перебуває у віданні ДП «Великобичківське ЛМГ» (Лужанське л-во, кв. 17, вид. 26). 
Статус надано з метою збереження чотирьох екземплярів мамонтового дерева велетенського (Sequoiadendron giganteum), віком біля 100 років, на момент заповідання ― понад 90. 
За однією з версій, дерева були посаджені з насіння орієнтовно в 1920 р. на зрубі. 
Діаметри дерев: 26, 75, 96 та 130 см, висота 45-55 м. 